# Silas Pioli
Silas de Faria Pioli (Votuverava, 10 de dezembro de 1905 — 1997) foi um engenheiro, esportista e dirigente esportivo, político e maçom brasileiro. Foi fundador da cidade de São Carlos do Ivaí, à qual foi prefeito entre 1961 e 1965. Também foi prefeito de Rio Branco do Sul entre 1973 e 1977.
Era filho de Carlos Pioli, fundador de Rio Branco do Sul, e de Benedita de Faria Pioli.

## Biografia

### Infância e juventude
Em 1912 sua família passou a residir em Curitiba, e um ano depois Silas passava a estudar no Deutsche Schule, escola alemã. Em 1914 transferiu-se para o Colégio Julio Teodorico Guimarães, de onde em 1919, foi para o Gimnásio Paranaense.
Em 1922 ingressou como voluntário no Exercito, servindo em Porto Alegre, em São Gabriel e, finalmente, em Curitiba novamente. Nesse tempo iniciou uma vida desportiva, tendo pertencido ao América Futebol Clube (Paraná) e ao seu sucessor, Clube Atlético Paranaense. Em 1928 foi instrutor de basquete, tendo sido campeão brasileiro desse esporte em 1929.
Em 1930, pedindo dispensa ao Exército, ingressou na Faculdade de Engenharia do Paraná onde, já em 1931, fundava a Associação Esportiva Universitária, da qual seria Presidente no ano seguinte. Dedicado também à política estudantil, em 1932 tornou-se Presidente do Centro Acadêmico de Engenharia.
Em 1933 casou-se com Araci Capela Pioli e desse matrimônio nasceram Raimundo Carlos Pioli e Ana Maria Pioli Vivas.
Em 1934 recebeu diploma de engenheiro e já no ano seguinte foi Eleito Tesoureiro do Instituto de Engenharia do Paraná, do qual organizou a primeira sede. Em 1935 o interventor Manoel Ribas designou-o Engenheiro da Prefeitura de Paranaguá e no ano seguinte Engenheiro Fiscal de Obras de Curitiba, cargo que exerceu até 1939. Nessa época, de 1936 a 1940, foi professor de matemática e mecânica da Escola Agronômica do Paraná.
Em 1938 foi iniciado na maçonaria, no Grande Oriente do Brasil, tendo, depois, sido grão-mestre do Grande Oriente do Paraná, Grande Loja do Paraná e Grande Loja Unida do Paraná, esta última fundada por ele em 1981.
Em 30 de junho de 1948 recebeu o Certificado de Serviços Relevantes prestados ao CREA - Conselho Regional de Engenharia e Arquitetura, onde foi Conselheiro de 1942 a 1947.

### Carreira política
Em 1951 fundou a cidade de São Carlos do Ivaí, onde foi Prefeito no período 1961-1965.
De 1968 a 1988, foi engenheiro credenciado junto à Caixa Econômica Federal para proceder avaliações de obras. Nesse mesmo período, prestou serviços como consultor de engenharia para o Tribunal de Justiça do Paraná.
Em 1973 foi eleito prefeito do município de Rio Branco do Sul, cargo que exerceu até 1977, tendo sido paralelamente membro do Conselho Consultivo da Coordenação da Região Metropolitana de Curitiba em 1974.

### Maçônico
Em 1938, no dia 22 de março, Silas Pioli foi iniciado na Maçonaria na Loja Luz Invisível, do Grande Oriente do Brasil (GOB). Elevado em 10 de junho desse mesmo ano, aos 12 de abril de 1939 foi exaltado, filiando-se à Loja Dario Vellozo.
Em 1941 foi louvado e agraciado pelo GOB pelos relevantes serviços prestados. Em 1942, já no grau 18, era eleito 1º Vigilante de sua Oficina onde, em 1943, tornar-se-ia Venerável Mestre. Em 1944 sua Loja, juntamente com as Lojas Fraternidade Paranaense e Cavaleiros de Malta fundavam o Grande Oriente do Paraná, tendo, logo em seguida, optado por levantar a Grande Loja do Paraná, que encontrava-se adormecida, da qual veio a tornar-se Grão-Mestre.
Em 1945 foi fundador da Loja Sol do Oriente, da qual foi também o construtor do Templo. Em 1947, já no grau 30, tomou parte do 1º Congresso Americano realizado em Montevidéu. Em 1977 obteve Patente de Grande Inspetor Geral, grau 33, em 16 de novembro.
Em 1981 fundou a Grande Loja Unida do Paraná, juntamente com outros maçons que não estavam satisfeitos com os rumos tomados pela Grande Loja do Paraná. Em 1996 sua companheira por 63 anos, dona Araci, deixou-o viúvo.
Em 1997 Silas Pioli faleceu, tendo deixado na história dos homens pegadas marcantes que indicam um caminho a seguir por todos aqueles que pretendam igualmente traçar os planos de uma vida moral mais elevada e mais fraterna para toda a humanidade.